# 福島県道175号磐城塙停車場線
福島県道175号磐城塙停車場線（ふくしまけんどう175ごう いわきはなわていしゃじょうせん）は、福島県東白川郡塙町にある一般県道である。

## 路線概要
- 起点：福島県東白川郡塙町塙字材木町（JR水郡線 磐城塙駅前）
- 終点：福島県東白川郡塙町塙字材木町
- 総延長：69 m[1]
  - 実延長：総延長に同じ
- 路線認定年月日：1959年8月31日[2]

## 通過する自治体
- 福島県
  - 東白川郡塙町

## 接続・交差する道路
- 福島県道・茨城県道27号塙大津港線（塙字材木町 終点）

## 沿線
- JR水郡線 磐城塙駅